# Black Bag - Doppio gioco
Black Bag - Doppio gioco (Black Bag) è un film del 2025 diretto da Steven Soderbergh.
La pellicola, scritta da David Koepp, è interpretata da Cate Blanchett, Michael Fassbender, Marisa Abela, Tom Burke, Naomie Harris, Regé-Jean Page e Pierce Brosnan.
La trama del film è incentrata sulle indagini di un agente del servizio segreto britannico sulla perdita di dati classificati. La ricerca si restringe su una lista di 5 nomi tra i quali figura anche la moglie, a sua volta spia di lungo corso.

## Trama
George Woodhouse, agente del controspionaggio del National Cyber Security Centre, si vede assegnare una settimana di tempo dal suo superiore, Philip Meacham, per indagare sulla fuga di notizie di un software top secret dal nome in codice Severus. Uno dei cinque sospettati è sua moglie Kathryn, anche lei agente dei servizi segreti. Invita a cena gli altri quattro sospettati, anche loro agenti del NCSC: Clarissa, specialista in immagini satellitari, il suo fidanzato Freddie, l'agente del controspionaggio James e la sua ragazza Zoe, che è anche psichiatra. A cena, George droga il cibo per abbassare le loro inibizioni. Nel tentativo di saperne di più sui suoi ospiti, George li coinvolge in un gioco psicologico. Tra le altre cose, si scopre che Freddie ha tradito Clarissa, che reagisce pugnalando l'uomo alla mano con un coltello da bistecca.
Quella stessa sera, Meacham muore d'infarto mentre beve a casa sua. George inizia a concentrarsi su Kathryn dopo aver trovato un biglietto per un cinema nel cestino della loro camera da letto, e lei nega di aver visto il film. La inganna convincendola ad accedere al suo ufficio, e qui accede al suo computer e scopre che andrà a Zurigo. Più tardi, James informa George che Kathryn ha accesso a un conto bancario di Zurigo contenente 7 milioni di sterline in fondi mal indirizzati e inspiegabili. Durante una seduta psichiatrica, Zoe chiede a Kathryn se dia priorità alla carriera o al marito. In una seduta successiva, Zoe rompe con James.
George sfrutta l'infedeltà di Clarissa per convincerla a reindirizzare un satellite spia e osserva Kathryn incontrare in Svizzera un dissidente russo, il tenente colonnello Andrei Kulikov. Si scopre che durante i pochi minuti in cui George ha reindirizzato il satellite, un altro dissidente russo, il generale Vadim Pavlichuk, è scomparso da un rifugio nel Liechtenstein con una copia del programma Severus, e lui e Kulikov sono ora in viaggio verso l'Europa orientale per usarlo per causare una fusione nucleare in Russia. Clarissa racconta a Freddie, con cui si è riconciliata, del suo coinvolgimento, e l'uomo avverte segretamente Kathryn che George sospetta di lei.
A letto quella notte, la coppia confronta le proprie esperienze e si rende conto di essere stata incastrata. Kathryn usa Clarissa per rintracciare Pavlichuk, sospettando che il loro capo, Stieglitz, abbia deliberatamente fatto trapelare informazioni su Severus per causare una fusione nucleare e destabilizzare il governo russo, anche se ciò avrebbe ucciso migliaia di persone innocenti. Fa trapelare la posizione degli espatriati russi a un contatto della CIA, provocando un attacco con un drone che li uccide mentre attraversano la Polonia. George sottopone tutti i sospettati tranne Kathryn a un test del poligrafo per determinare chi sia dietro la fuga di notizie, invitandoli a una seconda cena. Invece di servire la cena, Kathryn mette una pistola sul tavolo mentre George annuncia che faranno un gioco in cui porrà a ciascuno di loro una singola domanda. Le sue domande rivelano diversi segreti, tra cui che Freddie e Zoe hanno avuto una relazione, e che Zoe ha saputo del programma Severus da James e ha tentato di fermarne la diffusione a causa della sua fede cattolica.
George afferma che c'erano due complotti: uno di Stieglitz e James per far trapelare Severus e causare una fusione nucleare per destabilizzare il governo russo in carica e porre fine alla guerra in Ucraina, e un altro di Zoe e Freddie per usare Kathryn per fermarlo. James afferra la pistola, confessa di aver complottato con Stieglitz e di aver ucciso Meacham e spara a George due volte, ma la pistola è caricata a salve. Kathryn estrae una pistola dalla borsa e uccide James, poi ammonisce fermamente i colleghi rimasti di non sfruttare mai più la fedeltà reciproca tra lei e George. L'uomo getta il corpo di James in un lago. Kathryn informa Stieglitz che il suo piano è fallito e gli suggerisce di dimettersi. Lei e George riaffermano il loro amore reciproco.

## Distribuzione
Il film è stato distribuito in Europa dalla Universal Pictures a partire dal 12 marzo 2025 e in Nord America dalla Focus Features a partire dal 14 marzo. In Italia è stato distribuito nelle sale a partire dal 30 aprile.

## Accoglienza

### Incassi
A fronte di un budget di 60 milioni di dollari, il film ha incassato 21474035 $ in Nord America e 22020851 $ nel resto del mondo, per un totale di 43494886 $. In Italia ha incassato 972000 €.

### Critica
Il film è stato accolto positivamente dalla critica. Sull'aggregatore di recensioni Rotten Tomatoes ha un indice di gradimento del 96% basato su 282 recensioni, con un voto medio di 8,1 su 10. Su Metacritic ottiene un punteggio di 85 su 100 basato su 53 recensioni.